# If She Dies
Dacă ea moare... (titlu original: If She Dies) este primul segment al celui de-al cincilea episod al sezonului I al serialului Zona crepusculară din 1985. A avut premiera la 25 octombrie 1985. Este regizat de John D. Hancock după un scenariu de David Bennett Carren.

## Introducere
„Dar dacă Paul Murano ar fi virat la dreapta în loc de stânga? Dar dacă ar fi frânat mai devreme? Dar dacă... dacă... dacă... Cuvântul ăsta ticăie ca un ceas dereglat, care încearcă să îndrepte o unică și tragică secundă din Zona Crepusculară.”

## Prezentare
Paul Marano este un tată rămas văduv care trebuie să-și ducă fiica la școală și apoi să meargă la lucru. După un accident de mașină, fiica sa, Cathy, intră în comă și este spitalizată. Dar Paul începe să vadă fantoma unei alte fetițe care-l îndeamnă să cumpere un pat vechi din lemn de la un orfelinat. El cumpără patul și îl pune în camera goală a fiicei sale, fără să știe de ce.
În acea seară, el constată că patul este bântuit de către acea fetiță necunoscută, care îi cere să-l găsească pe "Toby". A doua zi, revenind la orfelinat, el află că o fată a murit de tuberculoză în timp ce dormea în patul pe care l-a cumpărat și că Toby era ursulețul ei de pluș.
După ce găsește ursulețul de pluș, tatăl își fură fiica din spital și o duce acasă unde o așează în patul cumpărat. Imediat ea se trezește din comă, dar îl cere pe Toby înainte ca Paul  să-i explice ceva.

## Concluzie
Nicio narațiune.

## Legături externe
- TV.com The Twilight Zone (1985) episode: If She Dies[nefuncțională]